# Parma (Michigan)
Parma – wieś w Stanach Zjednoczonych, w stanie Michigan, w hrabstwie Jackson.